# جورج غريني
جورج غريني (بالإنجليزية: George Greene)‏ هو فلاح وسياسي أيرلندي، ولد في 20 يوليو 1838 في جمهورية أيرلندا، وتوفي في 22 ديسمبر 1911 في أستراليا. حزبياً، نشط في حزب التجارة الحرة. وقد انتخب عضو الجمعية التشريعية نيو ساوث ويلز.